# Bociany (Lipnica)
Bociany – część wsi Lipnica w Polsce, położona w województwie wielkopolskim, w powiecie szamotulskim, w gminie Szamotuły. Wchodzi w skład sołectwa Lipnica.
W latach 1975–1998 Bociany administracyjnie należał do województwa poznańskiego.